# ICC KnockOut Trophy 1998
L'ICC KnockOut Trophy 1998 è stata la prima edizione del torneo che dal 2002 sarà ribattezzato ICC Champions Trophy. Il torneo ha visto partecipare le nove formazioni che all'epoca erano Full members dell'International Cricket Council (il Bangladesh otterrà questo status solo nel 2000).

## Formula
Il torneo deve il suo nome iniziale (KnockOut) al fatto di essere un torneo ad eliminazione diretta con partite secche in formato One Day International (ODI). Data la presenza di 9 squadre partecipanti si è reso necessario un match preliminare tra le due formazioni peggio classificate per eliminarne una. Le restanti 8 si sono affrontate in 4 partite ad eliminazione diretta, le vincenti hanno disputato due semifinali e poi la finale.

## Torneo

### Tabellone
|  | Quarti di finale  | Quarti di finale  |           |               | Semifinali                | Semifinali                |  |  | Finale | Finale |
|  |                   |                   |           |               |                           |                           |  |  |        |        |
|  |                   |                   |           |               |                           |                           |  |  |        |        |
|  |                   |                   |           |               |                           |                           |  |  |        |        |
|  | Inghilterra       | 281/7             |           |               |                           |                           |  |  |        |        |
|  | Inghilterra       | 281/7             |           |               |                           |                           |  |  |        |        |
|  | Sudafrica         | 283/4             |           |               |                           |                           |  |  |        |        |
|  | Sudafrica         | 283/4             | Sudafrica | 240/7         |                           |                           |  |  |        |        |
|  |                   |                   | Sudafrica | 240/7         |                           |                           |  |  |        |        |
|  |                   | Sri Lanka         | 132       |               |                           |                           |  |  |        |        |
|  | Nuova Zelanda     | Sri Lanka         | 132       | 188           |                           |                           |  |  |        |        |
|  | Nuova Zelanda     |                   |           | 188           |                           |                           |  |  |        |        |
|  | Sri Lanka         | 191/5             |           |               |                           |                           |  |  |        |        |
|  | Sri Lanka         | 191/5             | Sudafrica | 248/6         |                           |                           |  |  |        |        |
|  |                   |                   | Sudafrica | 248/6         |                           |                           |  |  |        |        |
|  |                   | Indie Occidentali | 245       |               |                           |                           |  |  |        |        |
|  | India             | Indie Occidentali | 245       | 307/8         |                           |                           |  |  |        |        |
|  | India             |                   |           | 307/8         |                           |                           |  |  |        |        |
|  | Australia         | 263               |           |               |                           |                           |  |  |        |        |
|  | Australia         | 263               | India     | 242/6         | Finale per il terzo posto | Finale per il terzo posto |  |  |        |        |
|  |                   |                   | India     | 242/6         | Finale per il terzo posto | Finale per il terzo posto |  |  |        |        |
|  |                   | Indie Occidentali | 245/4     |               |                           |                           |  |  |        |        |
|  | Indie Occidentali | Indie Occidentali | 245/4     | 289/9         | Non disputata             |                           |  |  |        |        |
|  | Indie Occidentali |                   |           | 289/9         | Non disputata             |                           |  |  |        |        |
|  | Pakistan          | 259/9             |           | Non disputata |                           |                           |  |  |        |        |
|  | Pakistan          | 259/9             |           |               |                           |                           |  |  |        |        |
|  |                   |                   |           |               |                           |                           |  |  |        |        |
|  |                   |                   |           |               |                           |                           |  |  |        |        |

## Partite

### Match preliminare
| Data            | Luogo                                          |                           |                                | Risultato              |
| --------------- | ---------------------------------------------- | ------------------------- | ------------------------------ | ---------------------- |
| 24 ottobre 1998 | Bangabandhu National Stadium Dacca, Bangladesh | Zimbabwe 258/7 (50 overs) | Nuova Zelanda 260/5 (50 overs) | NZL vince di 5 wickets |

### Quarti di finale
| Data            | Luogo                                          |                                        |                                   | Risultato              |
| --------------- | ---------------------------------------------- | -------------------------------------- | --------------------------------- | ---------------------- |
| 25 ottobre 1998 | Bangabandhu National Stadium Dacca, Bangladesh | Inghilterra 281/7 (50 overs)           | Sudafrica 283/4 (46.4 overs)      | RSA vince di 6 wickets |
| 26 ottobre 1998 | Bangabandhu National Stadium Dacca, Bangladesh | Nuova Zelanda 188/all out (49.5 overs) | Sri Lanka 191/5 (41.3 overs)      | SRI vince di 5 wickets |
| 28 ottobre 1998 | Bangabandhu National Stadium Dacca, Bangladesh | India 307/8 (50 overs)                 | Australia 263/all ou (48.1 overs) | IND vince di 44 runs   |
| 29 ottobre 1998 | Bangabandhu National Stadium Dacca, Bangladesh | Indie Occidentali 289/9 (50 overs)     | Pakistan 259/9 (50 overs)         | IOB vince di 30 runs   |

### Semifinali
| Data            | Luogo                                          |                            |                                    | Risultato                                                                    |
| --------------- | ---------------------------------------------- | -------------------------- | ---------------------------------- | ---------------------------------------------------------------------------- |
| 30 ottobre 1998 | Bangabandhu National Stadium Dacca, Bangladesh | Sudafrica 240/7 (39 overs) | Sri Lanka 132/all out (23.4 overs) | RSA vince di 92 runs (Metodo D/L) Primo Innings e Target ridotti per pioggia |
| 31 ottobre 1998 | Bangabandhu National Stadium Dacca, Bangladesh | India 242/6 (50 overs)     | Indie Occidentali 245/4 (47 overs) | IOB vince di 6 wickets                                                       |

### Finale
| Data             | Luogo                                          |                                            |                            | Risultato              |
| ---------------- | ---------------------------------------------- | ------------------------------------------ | -------------------------- | ---------------------- |
| 1º novembre 1998 | Bangabandhu National Stadium Dacca, Bangladesh | Indie Occidentali 245/all out (49.3 overs) | Sudafrica 248/6 (47 overs) | RSA vince di 4 wickets |